# جان كيلر
جان كيلر (بالتشيكية: Jan Keller)‏ (و. 1955  م) هو سياسي، وتربوي، وكاتب، وعالم اجتماع، وصحفي تشيكي، ولد في فريدك-ميستك، هو عضوٌ في الحزب الشيوعي التشيكوسلوفاكي.

## مناصب
تولى منصب عضو في البرلمان الأوروبي (منذ 1 يوليو 2014).

## التعليم
تعلم في جامعة ماساريك.

## جوائز
حصل على جوائز منها:
- ميدالية الاستحقاق التشيكية  [لغات أخرى]‏ (28 أكتوبر 2013).[5]